# Suite Troileana
Le Suite Troileana est un cycle de pièces de tango de Astor Piazzolla, qu'il a composé en 1975, pour l'Ensemble électronique. L'œuvre se compose de quatre mouvements (Bandoneón, Zita, Whisky et Escolaso) et est dédiée à la mémoire de Aníbal Troilo, que Piazzolla a rencontré lorsqu'il faisait partie de son orchestre.

## Contexte historique
Astor Piazzolla revient et s'installe à Buenos Aires, désireux de poursuivre une carrière musicale. Il avait passé une partie de son enfance à New York et à Mar del Plata. En 1939, il a pu rejoindre l'Orquesta típica d'Aníbal Troilo, qui était l'orchestre le plus célèbre de son époque. Il y est entré de manière itinérante, pour remplacer un musicien malade ; mais, en raison de son talent, Troilo l'a pris comme quatrième bandonéon. Piazzolla lui-même déclare : "Lorsque j'ai rejoint l'orchestre de Troilo, j'ai essayé d'imiter beaucoup de ses choses, mais peu à peu, j'ai commencé à me forger un style propre". Il commence également à prendre des cours d'harmonie avec Alberto Ginastera et à faire des arrangements pour l'orchestre ; mais en même temps, il commence à se rendre compte qu'il ne peut pas continuer à développer son style dans un environnement musical qui donne la prépondérance au tango dansé, ainsi qu'à la tradition d'un orchestre de tango.
Après la mort d'Aníbal Troilo, le 18 mai 1975, Piazzolla a composé une pièce en son hommage, qui est " l'une de ses œuvres les plus personnelles et les plus émouvantes ". Piazzolla raconte comment il a appris la mort de Troilo et comment il a entrepris de composer l'œuvre pour son maestro et ami :
Quand El Gordo est mort, j'étais à Rome. Je l'ai découvert à la maison, j'étais avec Carlos Alonso et Antonio Berni, qui m'avaient demandé de poser pour eux. Vous ne pouvez pas imaginer ce que c'était. J'ai pris le bandonéon et j'ai commencé à jouer La última curda. Nous pleurions tous les trois, moi jouant et elles peignant, les larmes coulaient et elles me demandaient d'arrêter de jouer parce que les larmes leur brouillaient la vue. Mais je ne pouvais pas m'arrêter de jouer. C'était comme essayer de garder El Gordo avec nous.

La même chose se produit lorsque je joue Bandoneón, le premier thème de la Suite. Il y a une partie où la mélodie correspond à Quejas de bandoneón. Là, j'essaie de jouer comme Pichuco, je me souviens de ses doigts, mais je n'arrive pas à terminer la phrase musicale, et pour montrer mon impuissance, je laisse mes doigts et j'ouvre le soufflet jusqu'à la fin, comme si c'était un gémissement de désespoir pour tout ce qui est parti avec lui...
Dans cette suite, Piazzolla a exploré dans chaque mouvement une des passions de Troilo. L'œuvre a été composée pour l'Octet électronique, un ensemble composé d'un bandonéon, d'un piano électrique, d'un orgue, d'une guitare et d'une basse électriques, d'une batterie, d'un synthétiseur et d'un violon.
L'œuvre a été publiée pour la première fois sur l'album Lumiere en 1975. Le premier enregistrement n'était pas au goût de Piazzolla, qui en a fait une autre version par la suite.

## Structure
La suite comprend quatre mouvements :
1. Bandoneón
2. Zita
3. Whisky
4. Escolaso

Cette suite évoque, au travers des quatre pièces Bandoneón (son instrument), Zita  (sa femme), Whisky (son alcool préféré), et Escolaso (jeu de hasard), des éléments ou personnes en hommage au bandonéoniste Aníbal Troilo.

## Analyse
L'œuvre rend hommage à Troilo, avec des mouvements descriptifs qui submergent une gamme variée de sensations, comme la mélancolie dans Bandoneón ; la jovialité de Escolaso et Whisky, qui rappelle le jazz. La plupart de la suite est rapide et festive, avec quelques mouvements élégiaques. Selon le bandonéoniste Rodolfo Mederos, le premier mouvement Bandoneón, est le meilleur, en raison de son magnifique solo ; bien que Zita (qui fait allusion à la femme de Troilo) soit plein d'humour. Dans Whisky, on retrouve des éléments qui rappellent la musique de Béla Bartók, et c'est donc le plus intellectuel des mouvements.

## Arrangements
Il existe de nombreux arrangements de cette suite pour  différentes formations :
- duo de guitare, arrangé  par Sergio Assad
- quatuor de saxophones, arrangé par Dirk Zygar[7]
- ensemble d'accordéon, arrangé par Marc Belder...

## Discographie
- Astor Piazzolla: Lumiere. Octeto electrónico, 1976[6],[8]
- Astor Piazzolla: Suite Troileana. 1976[9]
- Sérgio & Odair Assad Play Piazzolla. Suite Troileana con arreglos para dos guitarras, por Sérgio Assad. Nonesuch, 2001[10]
- Tango Nuevo. Music for two pianos and piano duet by Astor Piazzolla & Markus Horn. Duo Villarceaux (Alexandra Sostmann y Judith Mosch). Phoenix Edition 119, 2008[11]
- Tango Fado Project. Manhattan Camerata (Daniel Binelli, Polly Ferman, Nathalie Pires, Lucia Caruso y Pedro H. da Silva). Suite Troileana con arreglos de Daniel Binelli. Sorel Classics, 2015[12],[13]
- Fuego Nuevo. Camerata Argentina de Guitarras, 2017[14],[15]
- Escualo. Giampaolo Bandini, guitarra y Cesare Chiacchiaretta, bandoneón. Decca, 2017[16]
- Piazzolla de cámara. Quinteto Escolaso. Instituto Nacional de la Música, 2018[17],[18]